# Kloster Bornhofen

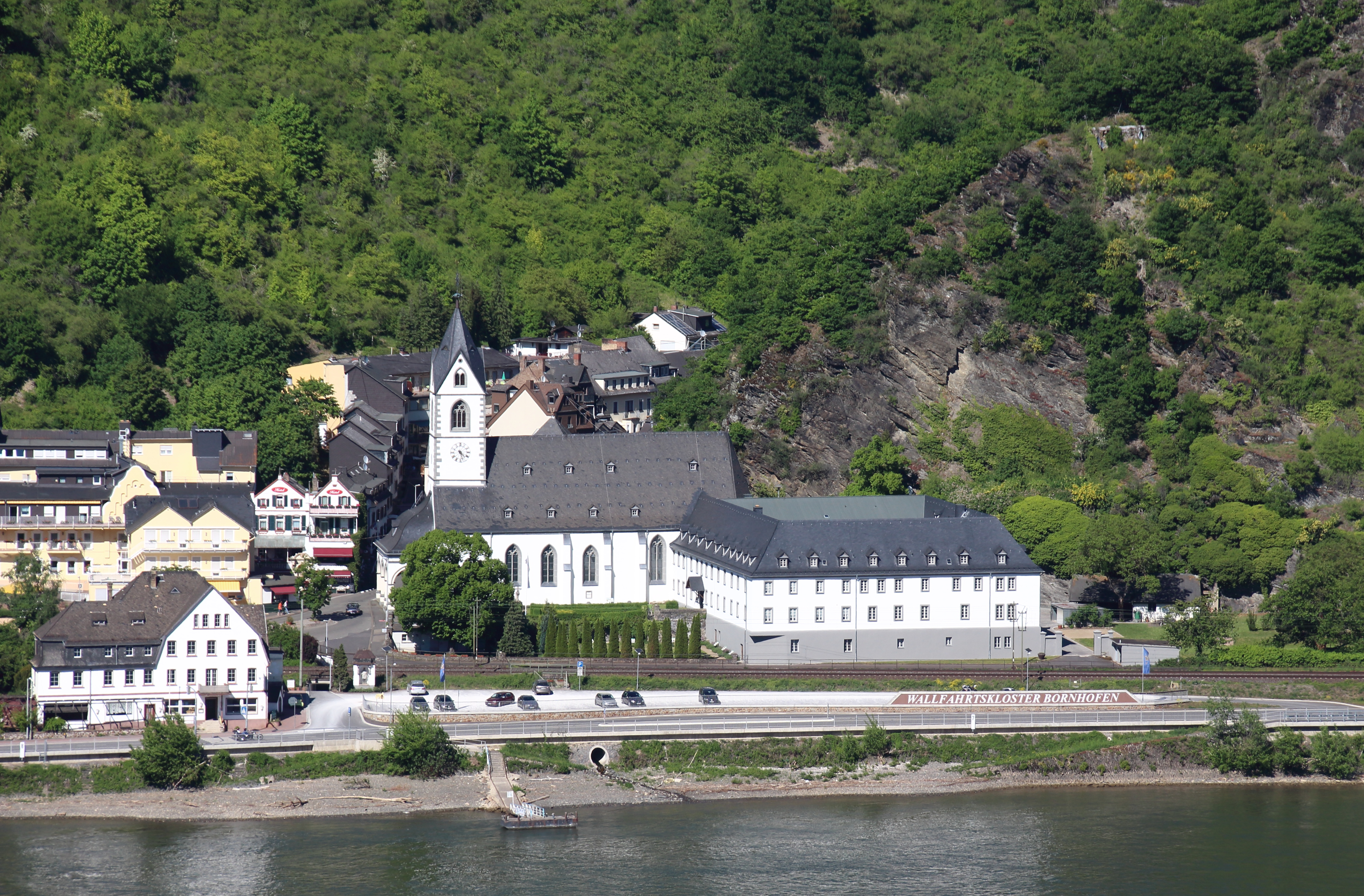
Wallfahrtskloster Bornhofen

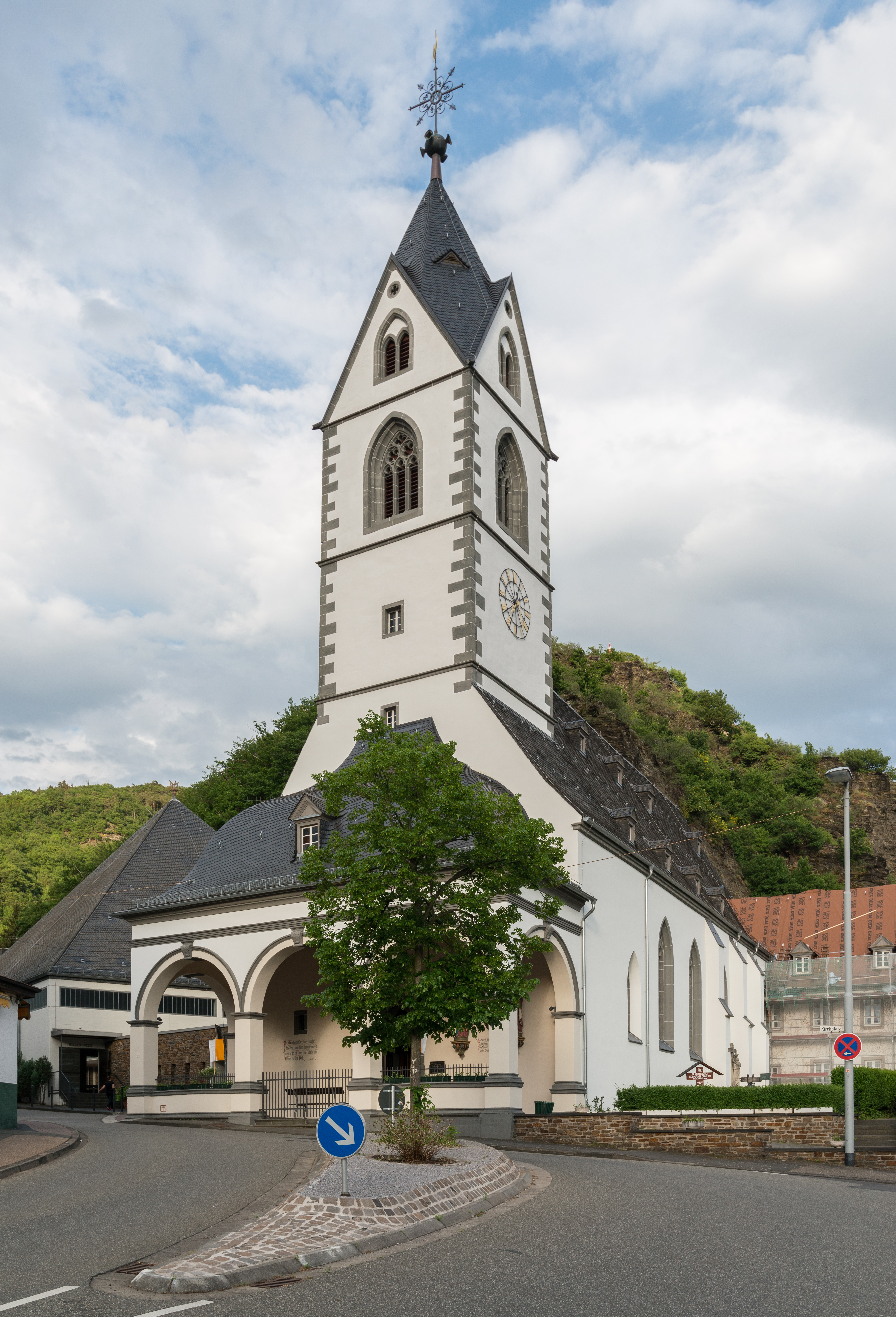
Klosterkirche Bornhofen

Kloster Bornhofen ist ein Franziskanerkloster mit Marien-Wallfahrtskirche in Kamp-Bornhofen (Ortsteil Bornhofen) am Rhein im Bistum Limburg. Es liegt unterhalb des steilen Schieferfelsens mit den Feindlichen Brüdern Burg Sterrenberg und Burg Liebenstein rechtsrheinisch ca. 20 km südlich von Koblenz und gehört zu den ältesten und bedeutendsten Wallfahrtsorten des Mittelrheins.
Seit 2002 ist das Kloster Bornhofen Teil des UNESCO-Welterbes Oberes Mittelrheintal, des Weiteren ist es ein geschütztes Kulturgut nach der Haager Konvention.

## Geschichte des Baus und der Wallfahrt

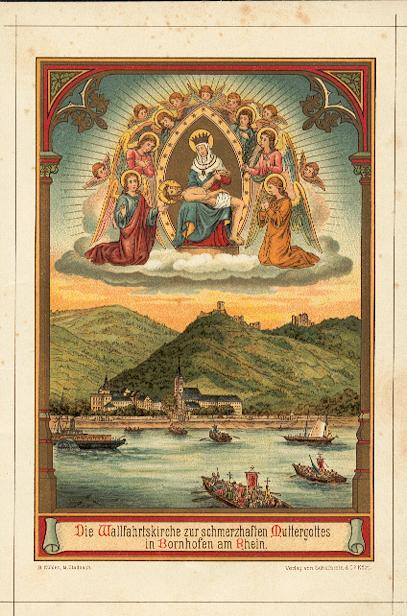
Wallfahrtsandenken Bornhofen, 2. Hälfte 19. Jahrhundert

Um 1400 begann Ritter Johannes Brömser von Rüdesheim, Amtmann von Kurtrier zur Verwaltung der Burg Sterrenberg, mit dem Bau einer Kirche auf den Ruinen eines Vorgängerbaus, der mutmaßlich bei der kriegerischen Auseinandersetzung um die Reichspfandschaft der Burg zwischen dem Trierer Erzbischof Balduin von Luxemburg und dem Vorbesitzer Graf Diether V. von Katzenelnbogen zerstört worden war; Sieger dieser Auseinandersetzung war Kurtrier, das den Besitz bis zum Ende des Alten Kaiserreiches 1806 hielt. Das Wappen des Geschlechts der Rüdesheimer Brömser (silbern und schwarz mit 6 Lilien) ist im Chorbereich noch zu erkennen.
Unter Brömsers Sohn Johann wurde die Kirche am Vorabend von Mariä Himmelfahrt (14. August) 1435 vollendet; dies dokumentierte früher eine Inschrift am Glockenturm, der allerdings bei einem Brand 1949 vernichtet wurde.
Ein wundertätiges Marienbild zog im Laufe der Zeit immer mehr Pilger und Wallfahrer an. Da die lokalen Pfarrer den Andrang nicht mehr bewältigten, rief der Trierer Erzbischof Johann Hugo von Orsbeck die Kapuziner aus dem nahen St. Goarshausen-Wellmich zur Hilfe, ein Kloster zu gründen. 1680 wurde der Grundstein zu der 1684 fertiggestellten Anlage gelegt.
Zur gleichen Zeit gab der Erzbischof Anbauten an der Wallfahrtskirche, die zugleich Klosterkirche geworden war, in Auftrag, nämlich einen Portikus vor der Westfassade und eine besondere Kapelle am nördlichen Langhaus zur Aufbewahrung des Marienbilds.
Nachdem die rheinischen Besitzungen Kurtriers 1806 an das Herzogtum Nassau gefallen waren, kam es 1813 zur Auflösung des Klosters und Schließung der Kirche von Seiten der herzöglichen Regierung. Im August wurde zudem per Dekret die Durchführung von Wallfahrten außerhalb der Gemeindegrenzen verboten. Die Wallfahrtskirche war zum Abriss vorgesehen. Der Bevölkerung war jedoch daran gelegen, Wallfahrt, Kirche und Gnadenbild zu erhalten, und trat 1820 selbst als Käufer auf, um einen Abriss zu verhindern. Auch gegen den Willen der teils aufklärerisch gesinnten Geistlichkeit lebte die Wallfahrt wieder auf. 1823 rang sich die katholische Kirche dazu durch, eine sonntägliche Frühmesse ohne Kommunionausteilung zu gestatten. Prozessionen, Beichten oder Hochämter blieben jedoch verboten. Das neu gegründete Bistum Limburg, zu dem Bornhofen gehörte und dessen erster Bischof Brand der nassauischen Regierung nahestand, unterstützte diese Unterdrückung der Wallfahrt zunächst.
Die kirchliche Stimmung bezüglich der Volksfrömmigkeit änderte sich in den 1840er-Jahren, auch bedingt durch den ungeheuren Andrang bei der Trierer Wallfahrt von 1844 zum Heiligen Rock. Vor allem Wallfahrten von der anderen Seite des Rheins, aus dem Bistum Trier, belebten das religiöse Leben in der Wallfahrtskirche. Am 7. September 1850 überließ Bischof Blum das Kloster Bornhofen schließlich den Redemptoristen, die nun die Wallfahrten betreuten und von Bornhofen aus Volksmissionen im Bistum Limburg durchführten. Diese Niederlassung war die erste Errichtung eines Klosters im Bistum Limburg nach der Säkularisation, was jedoch bei der Landesregierung wiederum auf erfolglosen Widerstand stieß. Durch die Betreuung der Redemptoristen kam es zu einer Blüte der Wallfahrt, die bald 20.000 Pilger im Jahr zählte.
Mit den unter Otto von Bismarck erlassenen Maigesetzen im Jahr 1873 wurden wiederum auf dem Gebiet des deutschen Kaiserreichs sämtliche Ordensniederlassungen verboten. Das betraf auch das Bornhofener Kloster, und die neun Patres und sechs Laienbrüder mussten Bornhofen verlassen, was auch einen wirtschaftlichen Verlust für die Gemeinden Kamp und Bornhofen darstellte, deren Gemeindeverwaltungen bei der Regierung gegen die Vertreibung der Ordensleute protestierten. Bischof Blum beauftragte einen jungen Kaplan, den späteren Idsteiner Pfarrer Schilo, mit der Versorgung der Wallfahrtskirche, der jedoch im April 1876 vom zuständigen Regierungspräsidenten ebenfalls ausgewiesen wurde. Nach Lockerung der Maigesetze zogen am 28. März 1890 Franziskaner der Thüringischen Franziskanerprovinz (Thuringia) in Bornhofen ein, die bis zum 25. Oktober 1998 blieben; im selben Jahr haben Franziskaner der Krakauer Franziskanerprovinz Immaculata Conceptionis B.V.M. das Kloster in Bornhofen mit der Organisation der Wallfahrten, der seelsorgerische Tätigkeit und der Pflege der Anlagen übernommen.
In der schon vor dem Zweiten Weltkrieg zu klein gewordenen Anlage brannten am Abend des 21. November 1949 der Dachstuhl der Wallfahrtskirche und das gesamte Obergeschoss des Klosters ab. Nach dem Wiederaufbau wurde die Klosteranlage nach den Plänen von Heinrich Feldwisch-Drentrup aus Osnabrück zu einem größeren Komplex mit nach Norden angebauter Pilgerhalle umgestaltet, die am 3. Mai 1970 der Limburger Weihbischof Walther Kampe einweihte. Nach einer ersten Restaurierung von Kirche und Kloster 1984 ist für die Zukunft eine weitere Restaurierung geplant, für die die finanziellen Mittel noch beschafft werden.
Im Mai 2013 berichtete das Bistum Limburg auf seiner Homepage über die Sanierung von Dach und Fassade der Klosterkirche, die Architekt Stefan Zeyen vom Architekturbüro Heinrich aus Dornburg-Frickhofen plante und leitete. Das Dach der Pilgerhalle sei völlig erneuert worden, während das Dach der Wallfahrtskirche habe instand gesetzt werden können. An der Fassade sei Putz erneuert worden und in der Folge ebenso der Anstrich. Restauriert wurden auch die historischen Fenster aus dem beginnenden 19. Jahrhundert im Chorraum und Westschiff der Kirche. Eine schwierige Aufgabe sei die Freilegung der unter mehreren Farbschichten verborgenen Malereien aus dem frühen 19. Jahrhundert gewesen. Diesen Arbeiten vorausgegangen war in den Jahren 2006 bis 2009 die Sanierung des Turms.

## Die Klosterkirche

### Außenbau
Die symmetrische 2-schiffige Hallenkirche, 5-jochig mit 5/8-Chorabschluss auf rechteckigem Grundriss, macht trotz ihrer Anbauten aus späteren Epochen grundsätzlich einen homogen spätgotischen Eindruck. Dies bewirken außen vor allem die großen spitzbogigen Lanzettfenster mit Vierpass-Maßwerk zwischen Strebepfeilern am Langhaus sowie im ersten Turmgeschoss; im zweiten Turmgeschoss sind die Fenster zweibogig mit spitzem Überfangbogen.
Das große, nach dem Brand 1949 erneuerte Satteldach weist zwei Geschosse mit Giebelgauben auf. Spitzhelm sowie Kugel, Kreuz und Hahn als Wetterfahne auf dem Turm sind ebenfalls neu.
Die Westfassade mit Portal und Kreuzigungsgruppe aus einer Trierer Werkstatt (1889) wird von der monumentalen barocken Vorhalle mit fünf Arkadenbögen auf quadratischen Pilastern und Haubendach verdeckt. Bei der Restaurierung von 1985 wurden Jugendstil-Fresken von Ende des 19. Jahrhunderts freigelegt.

### Innenarchitektur

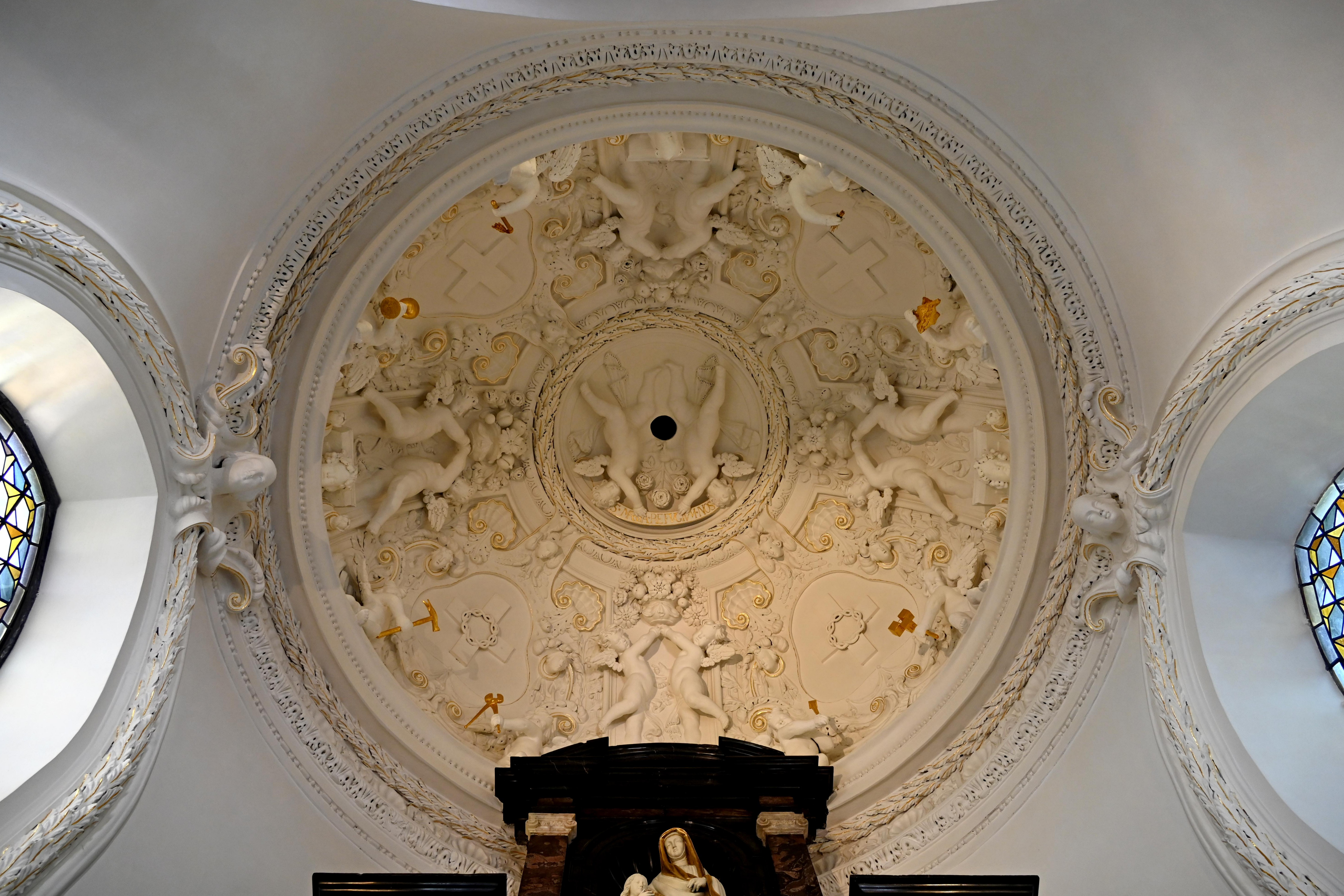
Kuppel der Gnadenkapelle mit Stuckdecke

Die beiden Kirchenschiffe sind durch achteckige Pfeiler unterteilt, von denen auf schlichten Konsolen ruhende Rippen ausgehen, die zu schlanken spätgotischen Kreuzgewölben führen. Kreuzgewölbt ist auch der Chor.
Die barocke Gnadenkapelle wurde in den Jahren 1687–1691 nach den Plänen Johann Christoph Sebastianis nach Norden angebaut. Den Rundbogen im Eingang tragen je ein Pfeiler aus grauem und eine Säule aus rotem Marmor. Die Kuppel hat eine Stuckdecke, 1687 gestaltet von den in Italien tätigen Künstlern Nikolaus Jarkin (Lugano) und Franz Rezius (Mailand), die Erzbischof Johann Hugo von Orsbeck als verantwortlicher Bauherr beauftragte.
In dieser Decke alternieren vier Putten-Paare mit vier schwarzen Kreuzen auf hellblauem Grund, zwei mit und zwei ohne Dornenkrone. Dazwischen liegen Blütenranken, Muscheln und anderes Ornament. Oben in der Mitte befindet sich ein Medaillon mit einem Putten-Paar, das ein Spruchband mit dem Namen „Maria“ sowie einen Rosenstrauß, der gleichfalls ein Mariensymbol ist, hält.

### Gnadenbild

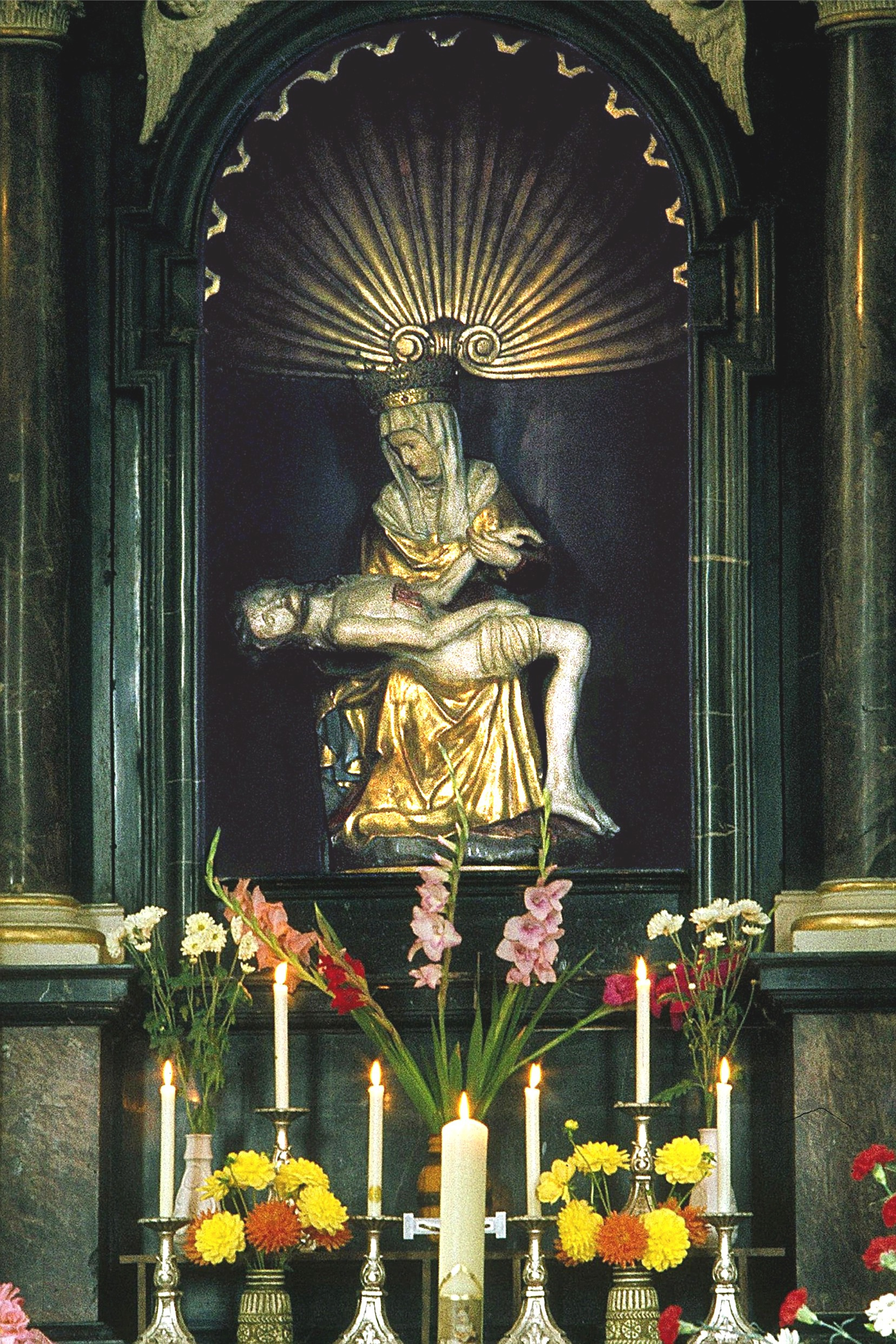
Bornhofener Gnadenbild

Das Gnadenbild ist eine spätgotische Pietà, mutmaßlich aus der zweiten Hälfte des 15. Jahrhunderts. Für eine rheinische Provenienz sprechen nach Erkenntnissen der Kunsthistoriker Vergleichsstudien der Gewänder und des Gesichtsausdrucks der Madonna. Nachträgliche Kolorierungen (1850) und Restaurierungen (zuletzt 1979) haben die Skulptur stark verändert.
Wann und wie die 115 cm hohe Holzskulptur nach Bornhofen kam, ist nicht überliefert. Fest steht, dass sie beim Baubeginn des Kapuzinerklosters 1681 vorhanden war; das kurtrierische Visitationsprotokoll erwähnt sie ausdrücklich neben zwei anderen Marienstatuen. Mutmaßlich wegen der Verwechslungsgefahr wurde für das vorher im Langhaus aufgestellte Gnadenbild wenig später (1688–91) eine eigene Kapelle vorgesehen, in der es heute noch auf einem 1964 erneuerten Altar aufbewahrt ist.
Bei der Säkularisation 1813 war der Abtransport der Statue in die Bonifatiuskirche (Wiesbaden) vorgesehen, doch die Bevölkerung protestierte. Das Gnadenbild verblieb an Ort und Stelle, bis das Bistum Limburg Kloster Bornhofen zurückkaufte.
Allerdings hatte das Herzogtum Nassau zwei große silberne Kronen der Skulptur eingezogen und eingeschmolzen. 1854 stiftete der Redemptorist Pater Eichelsbacher dem Kloster eine erste neue Krone, die die Figur heute noch trägt. Die wertvollere zweite Ersatzkrone, die ein Koblenzer Juwelier gefertigt hatte, wurde der Skulptur am 9. Mai 1925 in einem Festakt mit dem Trierer Erzbischof, drei Weihbischöfen, 82 Geistlichen und 115 Laien-Persönlichkeiten aus dem Rheinland durch den Limburger Bischof August Kilian aufgesetzt. Diese in der Sakristei aufbewahrte, nur zu besonderen Gelegenheiten hervorgeholte Krone fiel 1949 dem Kirchenbrand zum Opfer. Da Kardinal Joachim Meisner Wert darauf legte, dass die Erinnerung an diese Krone nicht verloren gehe, ließ er den 9. Mai 2005 als 80. Jahrestag des Krönungsaktes feiern.
Im gleichen Jahr erteilte Pater Edwin Sekowski, der hauptverantwortliche Krakauer Franziskaner in Bornhofen, dem Kunsthistoriker Ludwig Tavernier (Universität Koblenz) den Auftrag, den Ursprung der Skulptur im Laufe des Jahres 2007 detaillierter zu erforschen. Eine entsprechende Publikation ist geplant.

### Orgel

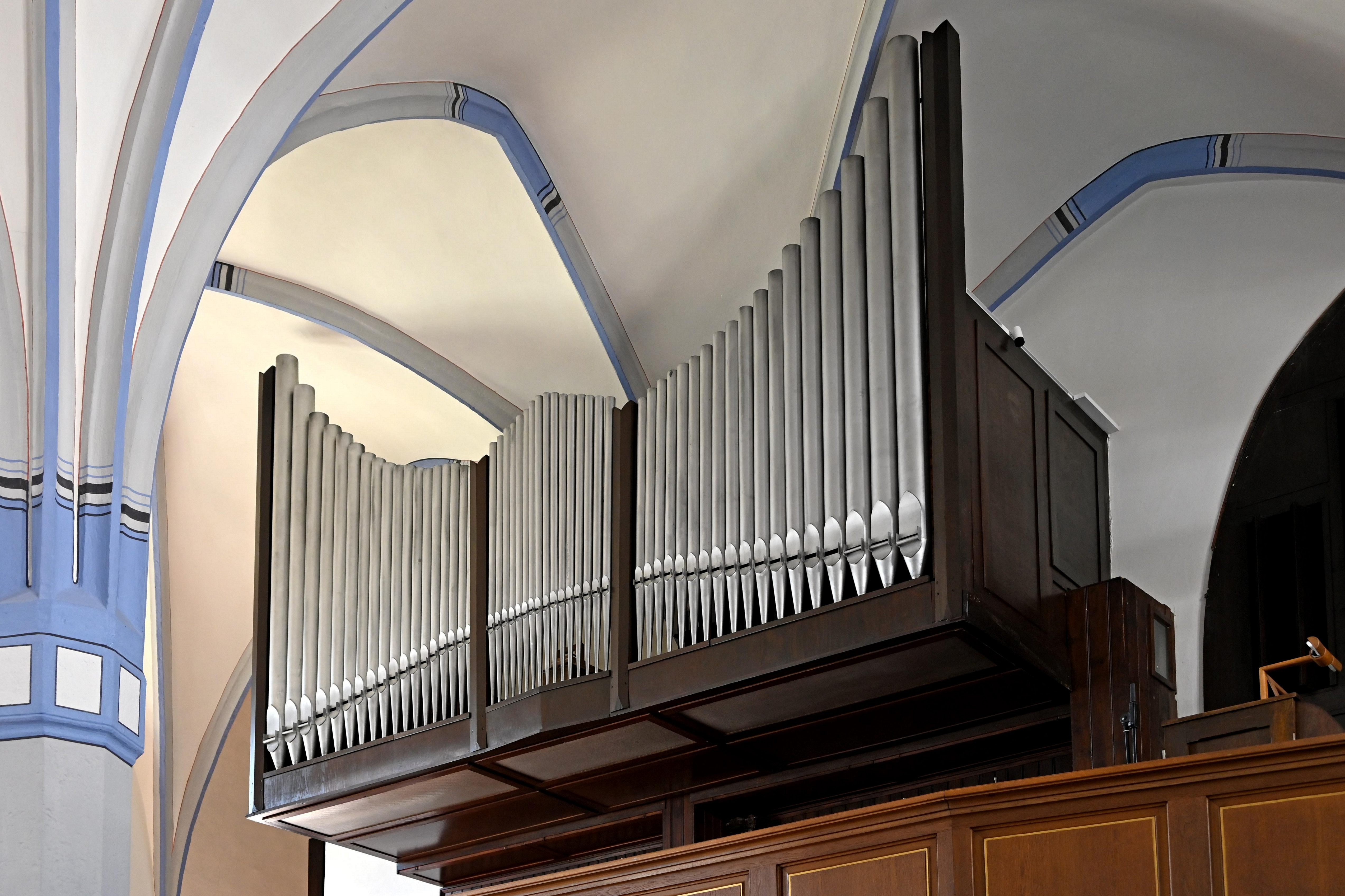
Orgel von Christian Gerhardt & Söhne, II/P, 22 Register (1950)

Im Jahr 1894 lieferte Orgelbau Christian Gerhardt & Söhne aus Boppard eine Orgel mit 17 Registern, die 1949 durch den Brand der Kirche zerstört wurde. Die heutige Orgel mit elektropneumatischer Traktur wurde im Jahre 1950 ebenfalls von Christian Gerhardt erbaut. Das Instrument hat 2 Manuale mit 22 Registern und 1500 Pfeifen, meist aus Metall.
| I. Manual       |     |
| Bordun          | 16′ |
| Principal       | 8′  |
| Hohlflöte       | 8′  |
| Octave          | 4′  |
| Gedackt         | 4′  |
| Quinte          | 3′  |
| Mixtur 3–4 fach |     |
| Trompete        | 8′  |

| II. Manual           |    |
| Gedackt              | 8′ |
| Salicional           | 8′ |
| Aeoline              | 8′ |
| Ital. Principal      | 4′ |
| Fernflöte            | 4′ |
| Gemshorn             | 4′ |
| Piccolo              | 2′ |
| Kleinmixtur 2–3 fach |    |

| Pedal      |     |
| Subbaß     | 16′ |
| Violonbaß  | 16′ |
| Gedacktbaß | 16′ |
| Octavbaß   | 8′  |
| Octavbaß   | 4′  |

- Koppeln: Manualkoppel, Superkoppel II/II, Superkoppel II/I, Subkoppel II/II, Subkoppel II/I, Pedalkoppel I, Pedalkoppel II

### Glocken
Die Wallfahrtskirche hatte, bis zur Säkularisation (1813), drei historische Glocken aus dem 15. Jh. Der Herzog von Nassau stiftete diese für die 1849 neuerrichtete Bonifatiuskirche in Wiesbaden. 1856/57 wurden drei Glocken von Joseph Beduwe in Aachen gegossen. Zwei dieser Glocken wurden 1917 enteignet. 1925 wurde das Geläut durch den Guss von zwei Bronzeglocken durch die Glockengießerei Glockengießerei Otto aus Hemelingen wieder vervollständigt, aber alle Glocken wurden in den 1940er Jahren für Kriegszwecke eingeschmolzen.
Bereits 1948 wurde durch den Guss von drei neuen Otto-Glocken sowie einer von der Pfarrei Sankt Goarshausen gestifteten Glocke, ebenfalls eine Otto Glocke von 1935, ein neues, vierstimmiges Geläut installiert. Bei dem verheerenden Dachstuhlbrand 1949 bekam die Antonius-Glocke leider einen Sprung, wurde abgehängt und steht nun im Flur des Klosters.
Geläutedisposition: g′-1 – b′+2 – c′′-2 – (d′′+8)
| Nr. | Name                                      | Gussmetall    | Masse (kg) | Ø (mm) | Schlagton (16tel) | Abklingdauer (Sec.) | Klangverlauf      | Gussjahr | Glockengießer            | Inschrift |
| 1   | Mater dolorosa                            | Glockenbronze | 700        | 1020   | g1-1              | 56                  | großwellig ruhig  | 1948     | Otto / Bremen-Hemelingen | BELLO DIRO IAM PERACTO ME FUNDERUNT IN HONOREM MATRIS NOSTRAE NUNC ET EGO SEMPER FUNDO DULCEM PACEM IN DOLORES CORDIS VESTRI. (Der schreckliche Krieg ist bereits beendet, jetzt bauen sie mich zu Ehren unserer Mutter und ich baue süßen Frieden in die schmerzenden Herzen.) 1948. |
| 2   | Petrus                                    | Glockenbronze | 450        | 890    | b1+2              | 57                  | stoßend           | 1935     | Otto / Bremen-Hemelingen | IPSI TAMQUAM LAPIDES VIVI SUPERAEDIFICAMINI, DOMUS SPIRITUALIS, SACERDOTIUM SANCTUM. (Sie sind wie lebende Steine im Überbau, geistiges Haus, heiliges Priestertum.) + 1935. |
| 3   | Franziskus                                | Glockenbronze | 300        | 760    | c2-2              | 33                  | stoßend kurzatmig | 1948     | Otto / Bremen-Hemelingen | SONO FRANCISCI PATRRIS SUPER UNDAS MONTESQUE HONOREM. (Ich bin die Ehre von Vater Franziskus über den Wellen und Bergen) 1948 |
| 4   | Antonius (nicht mehr im Geläut vorhanden) | Glockenbronze | 175        | 640    | d2+8              |                     |                   | 1948     | Otto / Bremen-Hemelingen | IN HONOREM SANCTI ANTONII PATA VINI DOCTORIS EVANGELICI ET PRAECLARISSIMI EUCHARISTIAE CULTORIS. (Zu Ehren des Heiligen Antonius, des Weinschützers, des Lehrers des Evangeliums und des hervorragendsten Pflegers der Eucharistie) 1948.                                             |

### Übrige Ausstattung
Kunsthistorisch wertvollstes Ausstattungsstück der Vergangenheit im Chorabschluss war ein spätgotischer Flügelaltar (datiert 1415) eines Meisters Bertholdt von Nördlingen, von dem nur noch 10 Tafeln mit Passionsszenen Christi, Wappen und Stifterfiguren im Rheinischen Landesmuseum in Bonn und weitere 4 Tafeln mit Heiligen im Hessischen Landesmuseum in Darmstadt aufbewahrt werden.
Vom historischen Inventar sind erhalten:
- Barocker Hochaltar (1765 vom Trierer Erzbischof Johann IX. Philipp von Walderdorff gestiftet) mit Tafelbild der Himmelfahrt Mariens, flankiert von je einem Säulenpaar, darüber die Skulptur Josephs und obenauf ein Strahlenkranz mit dem Auge Gottes in der Mitte.
- Zwei barocke Seitenaltäre, Joseph und Franz von Assisi geweiht;
- Holzkanzel des 19. Jahrhunderts mit Skulpturen der vier Evangelisten und ihrer Attribute (Mensch, Löwe, Stier, Adler);
- Wandkruzifix des 15. Jahrhunderts, stark restauriert;
- barocke Epitaphe des historisch bedeutenden Landgrafen und Konvertiten Ernst I. von Hessen-Rheinfels-Rotenburg (1623–1693), des Johann Konrad Freiherrn von der Leyen, Domkanonikers zu Trier, Worms und Eichstätt, und des Franz Michael Joseph Freiherr von Degano, kaiserlicher Kommandant der Burg Rheinfels, gestorben 1724.
- Alt- und neutestamentliche Wandfresken des Düsseldorfer Nazareners Bernhard Budde im Chor wurden 1985 stark restauriert.

Zeitgenössischer kunsthistorischer Höhepunkt ist der Zelebrationsaltar mit Mensa sowie Ambo aus Bronze von Arnold Morkramer aus dem Jahr 1986. Reliefs stellen Speisungsmotive dar – die wunderbare Brotvermehrung, das Letzte Abendmahl und die Speisung der Israeliten in der Wüste. Die Innenausstattung der Pilgerhalle stammt ebenfalls von Morkramer.
In der Kirche befand sich auch eine Grablege der Adelsfamilie Kratz von Scharfenstein. Deren letzter Spross, Graf Hugo Ernst, kurtrierischer Geheimrat sowie Oberamtmann zu Boppard († 1718 oder 1721), ist ebenfalls hier bestattet.

## Klosteranlagen
Die südlich an die Kirche angrenzende Klosteranlage ist ein einfacher, zweistöckiger Vierflügelbau mit Satteldach und Giebelgauben.
Die Räumlichkeiten, die einen Kreuzgang umschließen, sind teilweise Klausurbereich und für die Öffentlichkeit nicht zu besichtigen.
Die historischen Funktionen der einzelnen Räume waren im Keller Backstube und Wirtschaftsräume, Karzer und Totengruft, im Erdgeschoss Oratorium, Sprechzimmer, Sakristei, Küche und Vorratskammer, Schatzkammer, Refektorium und Fürstenzimmer und im Obergeschoss Bibliothek, Fremdenzimmer, Krankentrakt sowie Dormitorium mit 19 Zellen im Ostflügel.
Im Klausurbereich leben heute nur noch 4 Patres.
Von den einst über 8000 Büchern der Bibliothek wurden mehr als die Hälfte bei dem Brand von 1949 zerstört; zwischenzeitlich wurde die Bücherei durch Wiederbeschaffungsmaßnahmen wieder auf die historische Größe aufgestockt.

## Wallfahrten

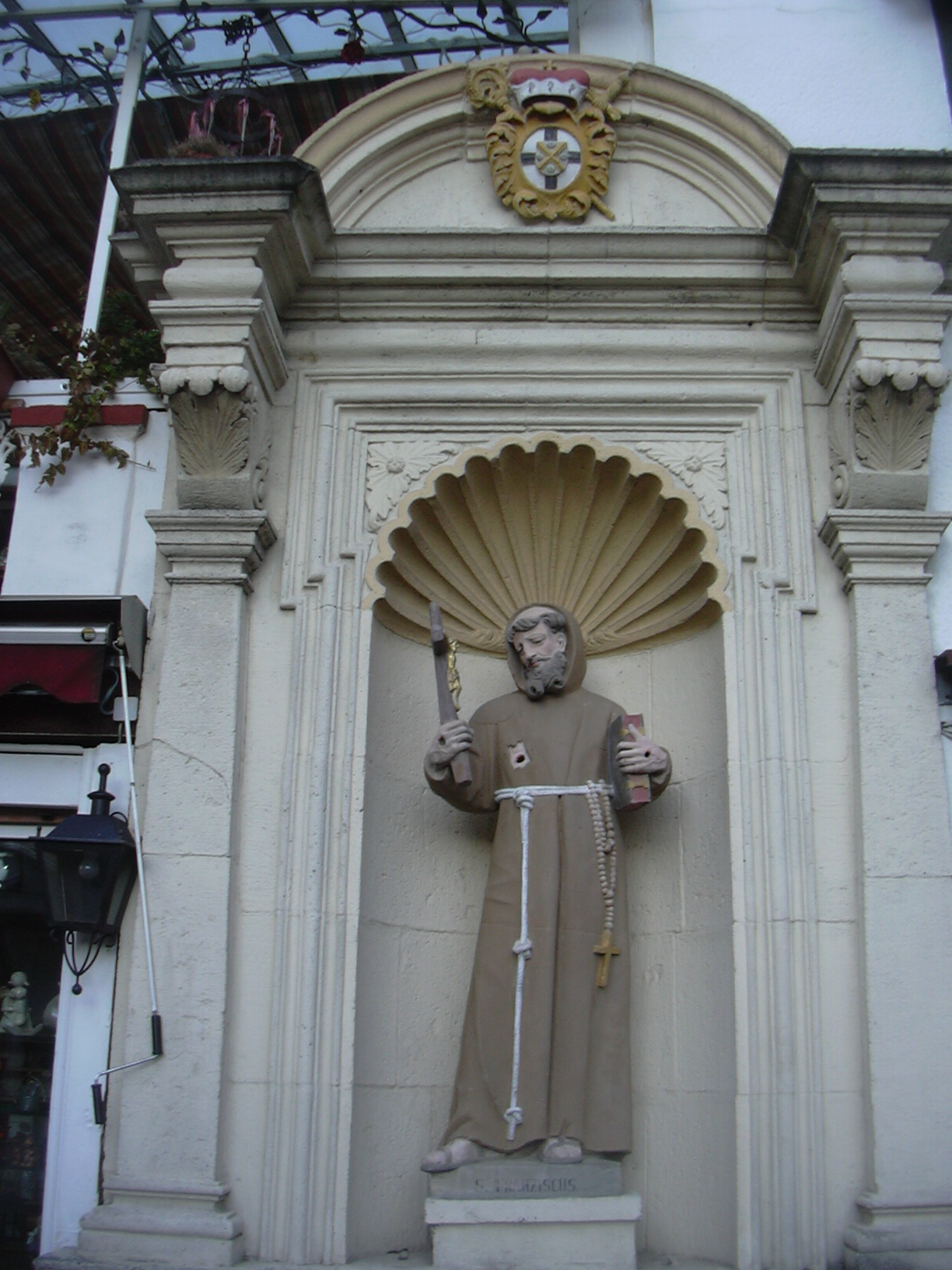
Hl. Franziskus in einer Nische an einem Gebäude am Kirchenvorplatz

Einen Vorläufer des wundertätigen Marienbildes und erste Pilgerfahrten gab es Andeutungen in Urkunden zufolge bereits in dem Vorgängerbau des 13. Jahrhunderts. Historisch Nachvollziehbares ist aber nicht bekannt.
Die ältesten Wallfahrten aus Boppard und Koblenz sind für die Jahre 1585 und 1610 dokumentiert. Das heute verehrte spätgotische Gnadenbild wurde mit Vollendung des Klosters am 25. Juli 1691 vom Trierer Erzbischof Johann Hugo von Orsbeck konsekriert. Institutionelle Wallfahrten sind ab diesem Datum reglementiert.
Abgesehen von Unterbrechungen beim Zusammenbruch des ersten deutschen Reiches zu Beginn des 19. Jahrhunderts sowie in der Ära des Kulturkampfes nach 1870 waren die Wallfahrten nach Bornhofen zu allen Zeiten für die Gläubigen von großer Bedeutung. Bis vor dem Zweiten Weltkrieg wurden jährlich über 100 Prozessionen mit bis zu 50.000 Wallfahrern gezählt. Sie erreichten den Wallfahrtsort entweder in langen Fußmärschen oder mit dem Schiff über den Rhein. Am 22. Oktober 1944 fand eine große Marienweihe statt, zu der kriegsbedingt 242 lokale Familien Zuflucht suchten und Gelöbnis ablegten, den 8. Dezember, Mariä Empfängnis, als institutionalisierten „Bornhofener Wallfahrtstag“ zu feiern – eine Tradition, die es immer noch gibt.
Noch im 21. Jahrhundert finden in der Sommersaison jährlich zwei am Niederrhein startende Schiffswallfahrten mit je ca. 600 Teilnehmern, eine Reihe von kleineren Schiffswallfahrten sowie zahlreiche Fußwallfahrten (die größte von ihnen aus Nentershausen im Westerwald mit bis zu 1000 Teilnehmern) statt. Diesen zeitgenössischen Wallfahrten, ob Wanderung oder Schiffsfahrt, wohnt auch eine touristische Komponente inne, wovon die lokalen gastronomischen Betriebe und Devotionalienläden im Umkreis der Wallfahrtskirche profitieren.

## Marienlieder
Für die Bornhofener Schiffswallfahrt dichtete Guido Görres 1842 das Lied Geleite durch die Welle. 1846 gab Johann Baptist Berger seinem Lied Über die Berge schallt den Titel Das Ave-Glöckchen zu Bornhofen. Beide Lieder gehörten in allen katholischen Regionen des deutschen Sprachgebiets lange zu den volkstümlichsten Marienliedern.